# Vozera Homel
Vozera Homel (vitryska: Возера Гомель, ryska: Ozero Gomel’) är en sjö i Belarus.   Den ligger i voblasten Vitsebsks voblast, i den norra delen av landet, 170 km norr om huvudstaden Minsk. Vozera Homel ligger 120 meter över havet. Arean är 3,1 kvadratkilometer. Den sträcker sig 4,0 kilometer i nord-sydlig riktning, och 2,3 kilometer i öst-västlig riktning.
Omgivningarna runt Vozera Homel är en mosaik av jordbruksmark och naturlig växtlighet. Runt Vozera Homel är det glesbefolkat, med 13 invånare per kvadratkilometer.